# Barokk kert
A barokk kert vagy mértani kert, melyet gyakran franciakertnek is neveznek, fontos kerttörténeti stílus és kertforma, amely az angolkertek (tájképi kertek) előtt alakult ki, és évszázadokon át meghatározó volt.

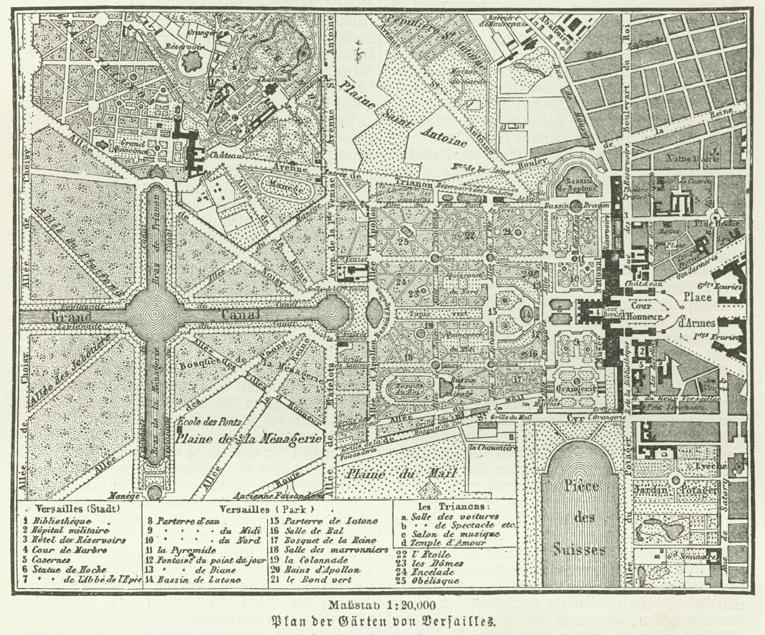
Versailles barokk kertjeinek tervrajza

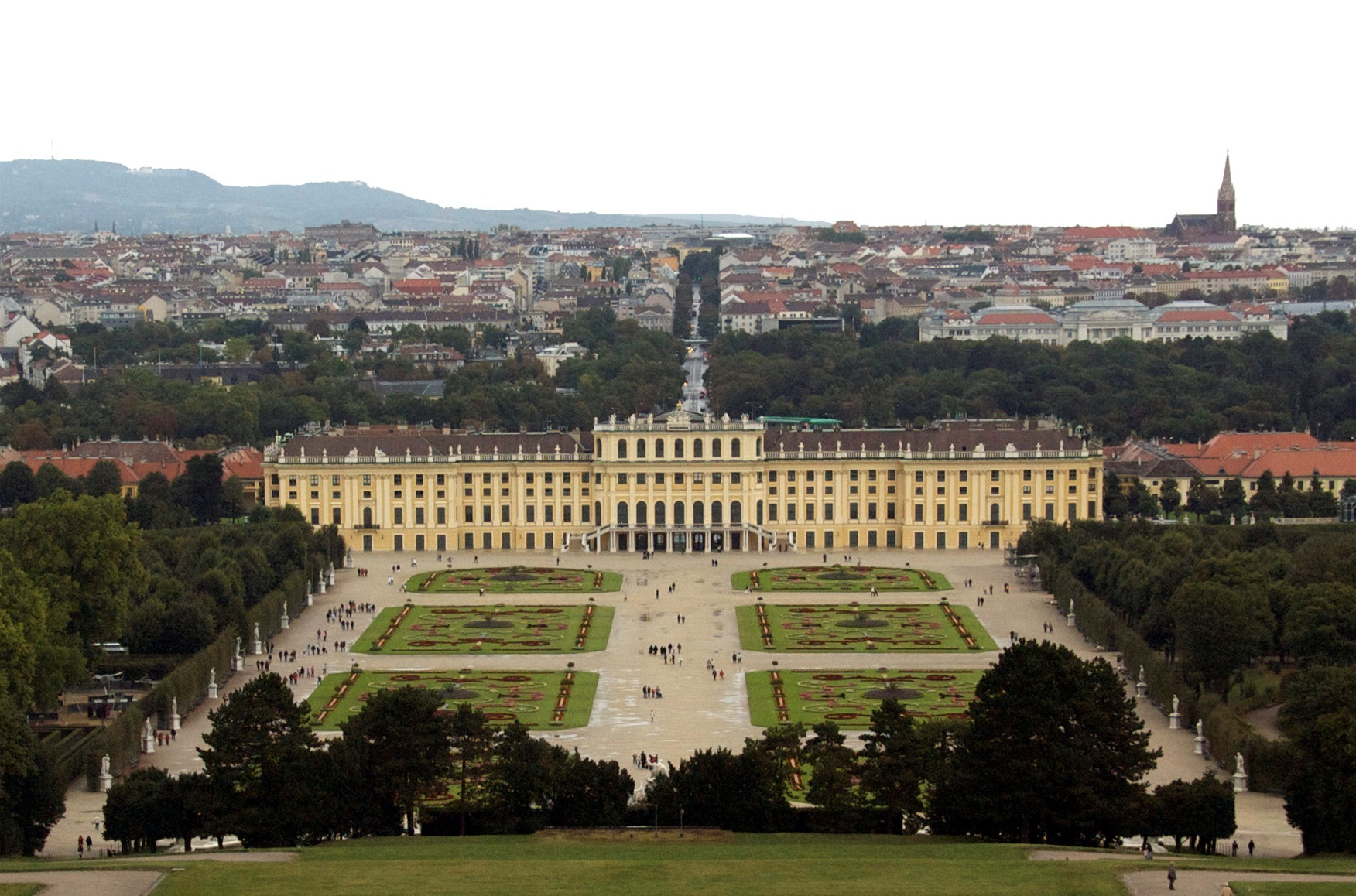
Schönbrunn; kastély és parkja

A barokk kertek alapvető koncepciója a tájra rákényszerített, ember által alkotott rend látványának megteremtése. Már korán egyetemes stílussá vált, amelyet Európa valamennyi királyi udvara magáévá tett és másolt. A mértani kert gyökerei Itália életörömtől pezsgő reneszánsz kori társadalmáig nyúlnak vissza.
Ez a stílus lassan fejlődött ki. Először geometrikus kerttervek születtek, szimmetrikus növénykiültetésekkel. Ezeket a firenzeiek propagálták, jóllehet munkáik régi római kertek leírásain alapultak. A 16. század közepén a mintás kiültetés vált általánossá. A kertek alaprajzi képét körök, négyzetek, három-, hat-,vagy nyolcszögek uralták és a nyírott puszpángsövénnyel keretezett parterre-eket rövid életű fűszer- és gyógynövények díszítették. Ennek az alaprajzi elrendezésnek legnagyobb hatású példájává a Bramante által 1503-ban II. Gyula pápa részére tervezett kert, a Cortile del Belvederelett, amely a Vatikáni palotát köti össze a Villa Belvederével.
A lejtős terep adta lehetőségeket kihasználva Bramante a lejtőre keresztirányban épített lépcsők segítségével hozott létre uralkodó, központi perspektívát. A statikus, hálószerű tagolású, sík felületű kertből a lejtőre merőleges főtengelyű, lendületes hatású kompozíciót teremtett. A következő két évszázadban Itáliában és később Franciaországban is számos variációját alakították ki. A legnagyszabásúbb kerteket André Le Nôtre alkotta XIV. Lajos számára. Kifinomult érzéke az arányok irányt, ragaszkodása a napsütötte terekhez és az akadálytalan átlátásokhoz a franciakertet a klasszikus tökéletesség csúcspontjára juttatták.

## A barokk kertek általános jellemzői
A barokk kert mértanilag szabályozott, azaz architektonikus kert. Jellemző rá a hármas útvezetés és az ezt keresztező keresztutak háromszög és sokszög alakú parterre-ek kialakítása. A háromszöges útvezetés, a háromszöges látás, amit vui-nek hívnak a hatalmat reprezentálta. Ez először a barokk kertekben jelenik meg, de a későbbi angol illetve mai kertekben is megtalálható.
A parterre úttal vagy sövénnyel határolt virágágyi kiültetési forma. A barokk kertekben ezek háromszög vagy egyéb geometrikus formájúak. A parterre-eket nyírott fákkal határolták, 5 méteresek vagy még magasabbak lehetnek, amit boszkénak neveznek. A boszkékhoz sokszor idős, koros fákat telepítettek, amelyeket eredeti hazájukból szállíttattak ide. A boszkékban különböző épületek, építmények nagyon változatossá tették a kerteket. Itt jelennek meg a szórakozást szolgáló különböző épületek: teaház, bábszínház, lovarda, szabadtéri színház, titkos találkahelyek.
A barokk kertekben minden növényt nyírtak, kezdetben szabályos geometriai formára, a kései – rokokó – már mindenféle alakzatra. A kertben megjelenik a labirintus, valamint szökőkutak, amelyek mitológiai szoborcsoporttal már márványból készültek. A víz a szökőkutakból, ellentétben a reneszánsz kertekkel, már nagy mennyiségben, dübörgő hangot hallatva ömlik. Például Versailles-ban csatornák láthatók 1516 és 1208 méter hosszban, kertjében 37 szökőkút van.
Az épület – kastély – háta mögött, a kert első egyharmadába díszes kert, hippodrom kialakítása jellemző, ahová májustól szeptemberig cserepes növényeket ültettek ki. A barokk kertek nem túl magas kerítéssel voltak körbehatárolva.
Összességében elmondható, hogy a barokk kert nem a valódi szórakozást szolgálta, hanem a fényűzést, a pompát, a hatalmat reprezentálta.

## Képek

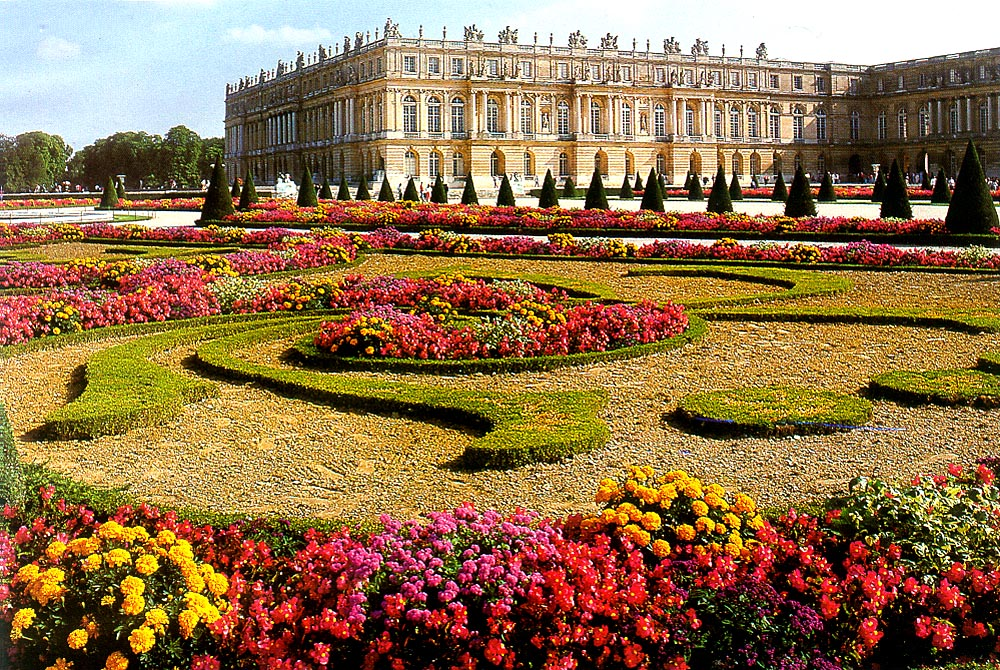
Broderie
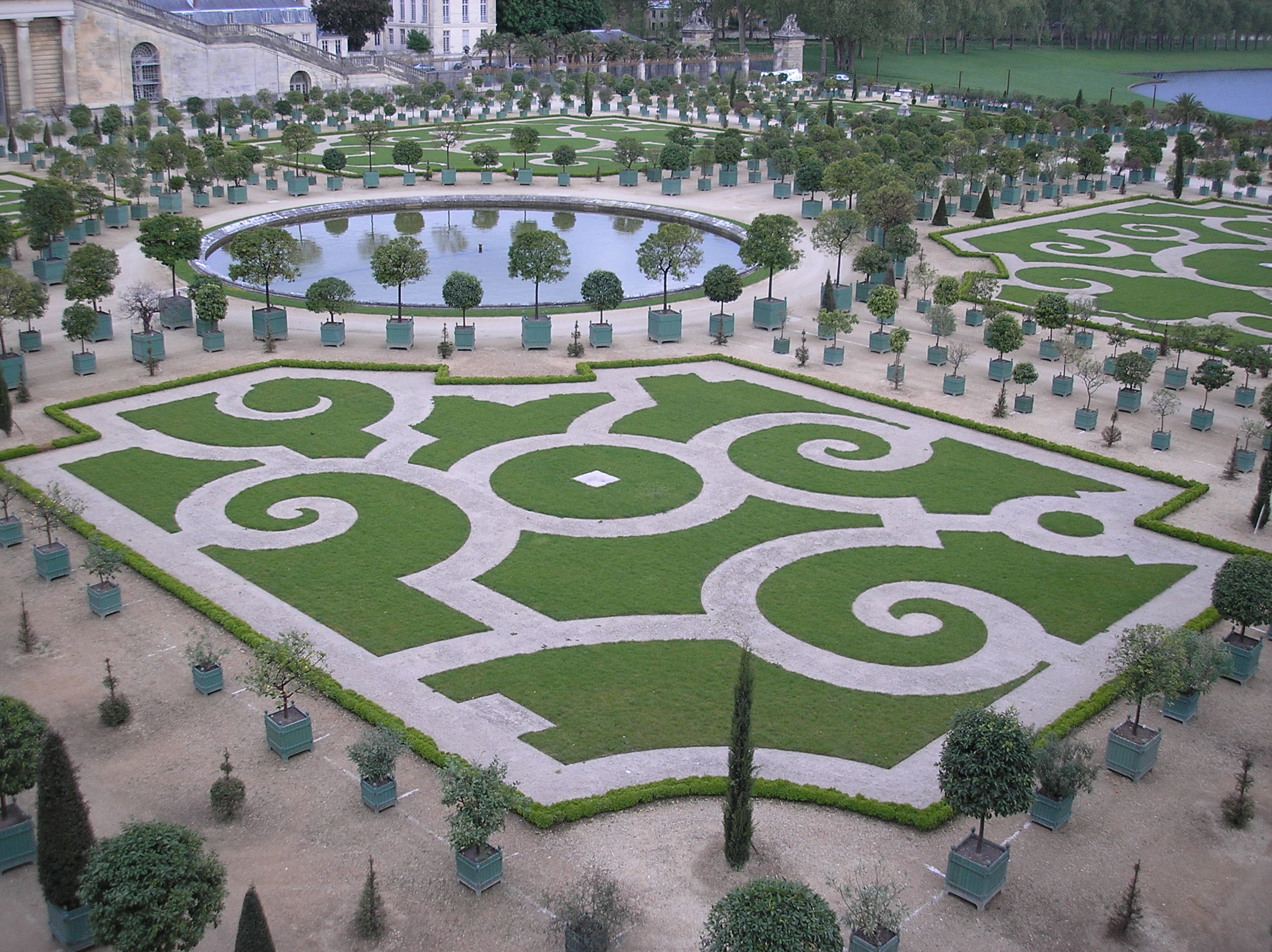
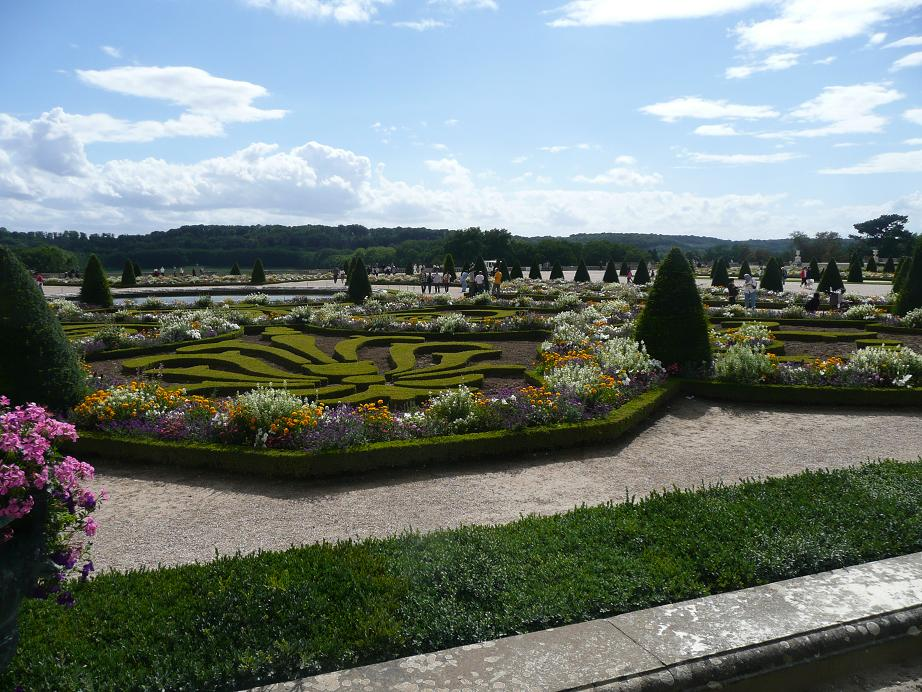
Versailles

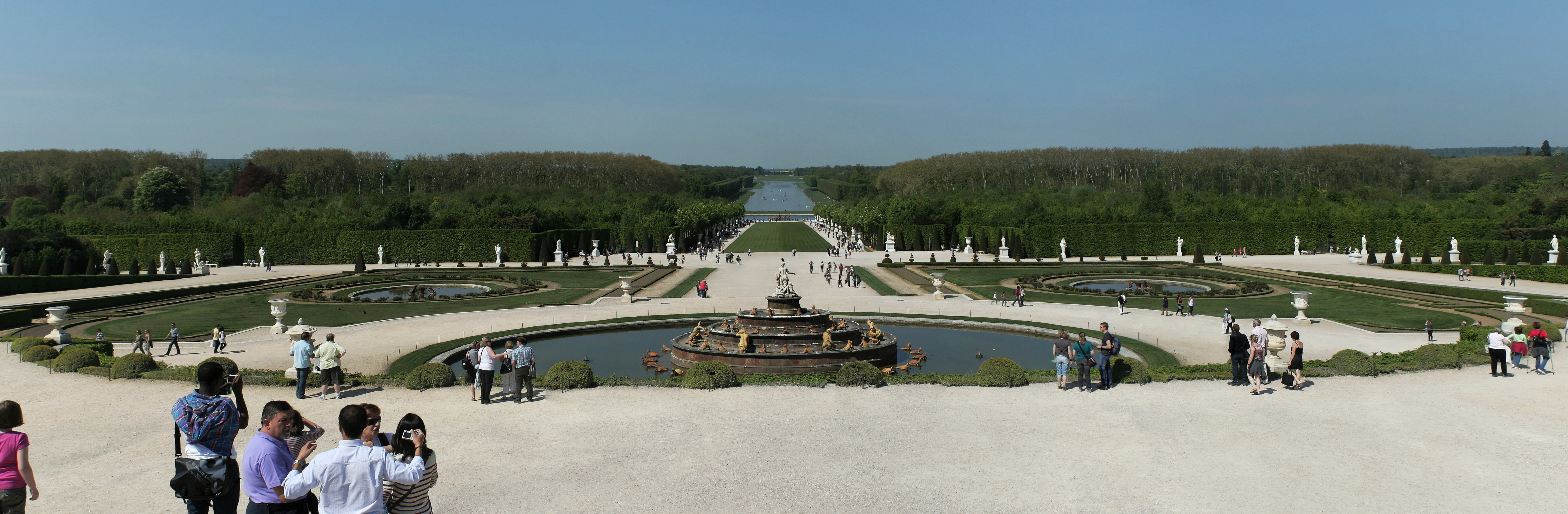
Versailles
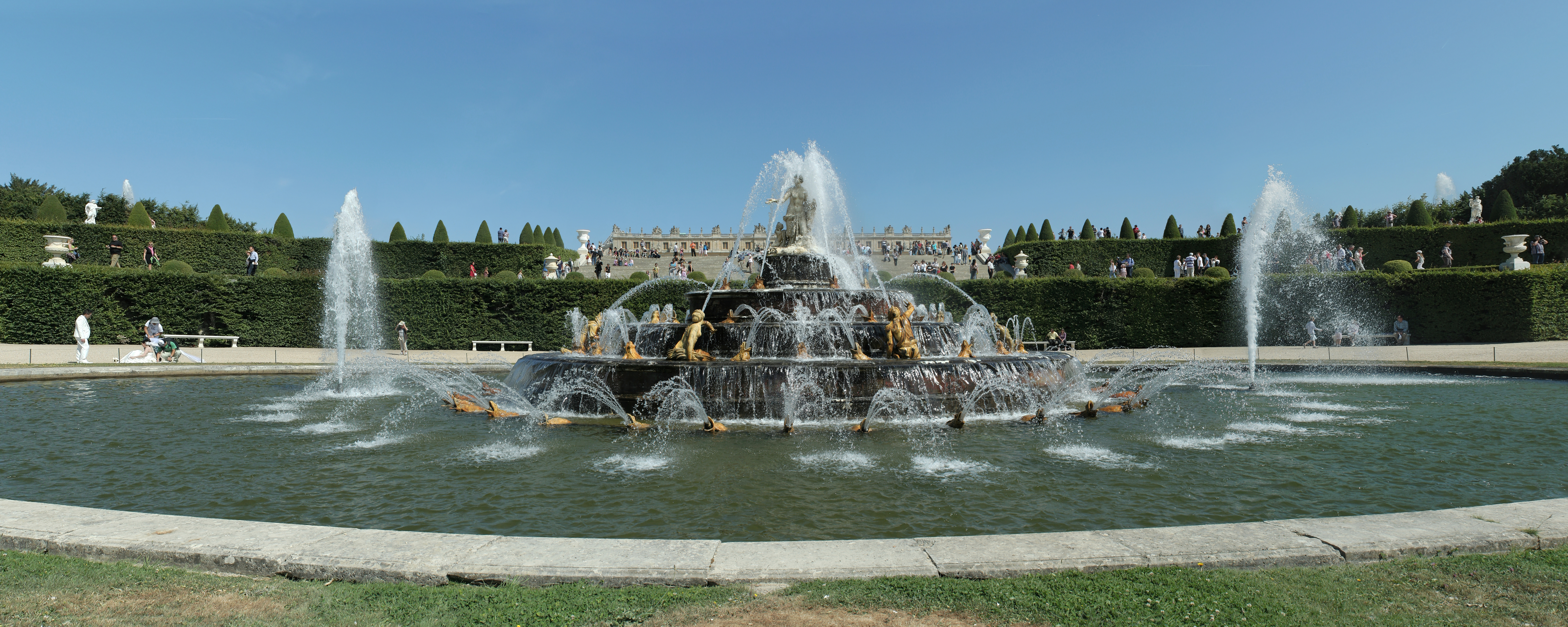
Szökőkút Versailles-ban
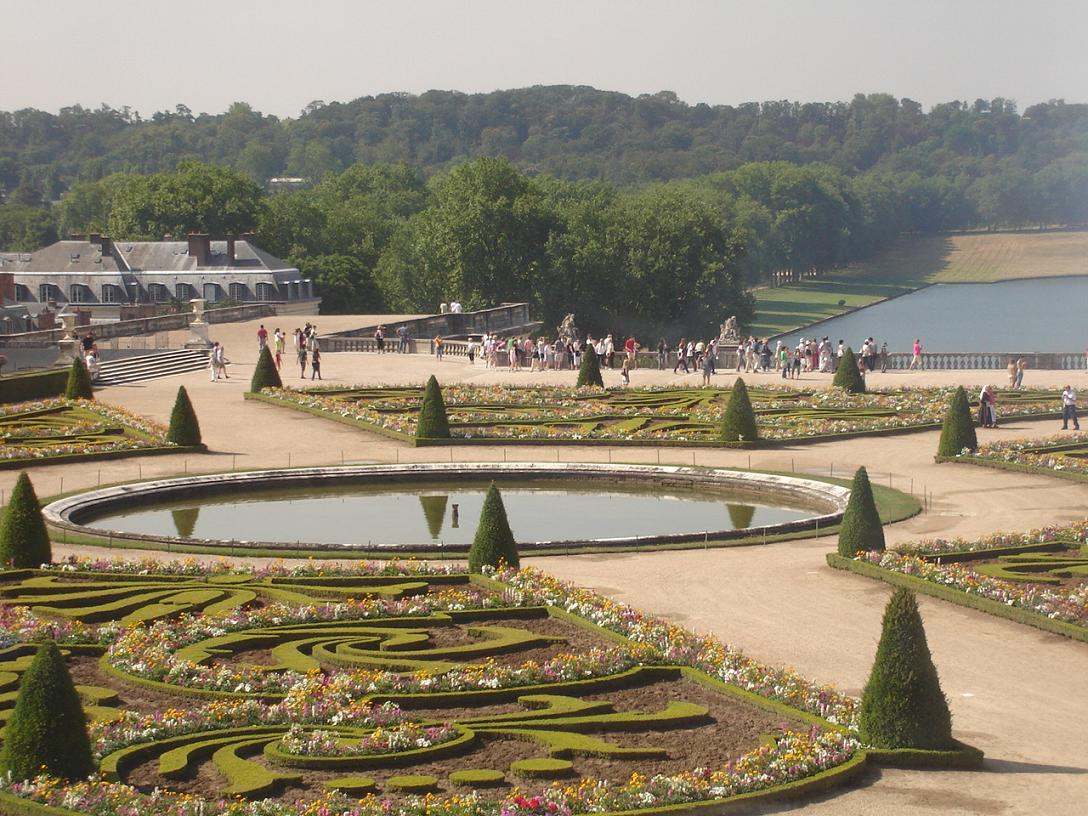
Versailles
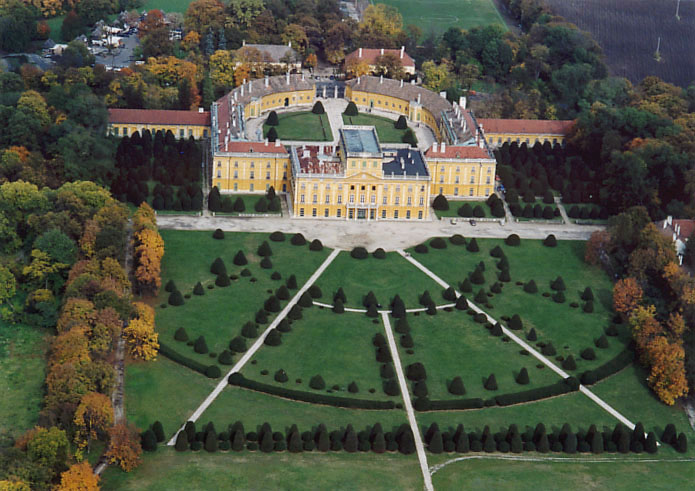
Eszterházy-kastély, Fertőd
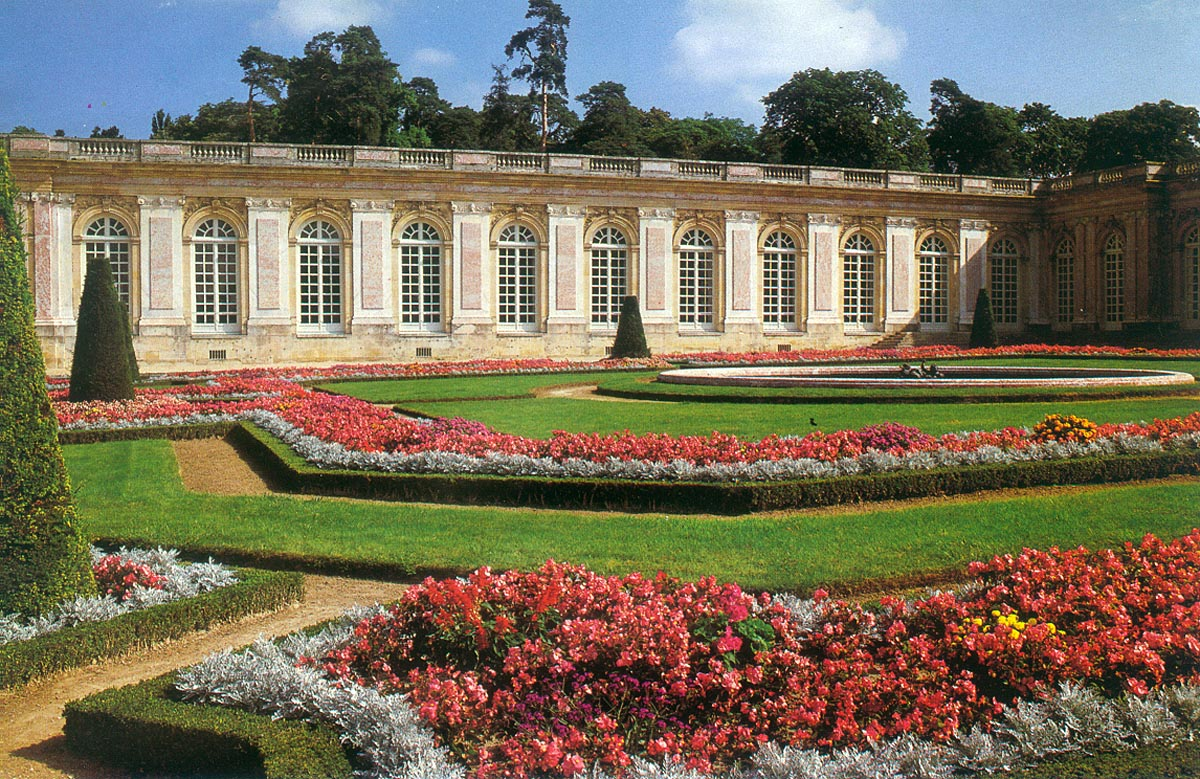
Versailles-Trianon
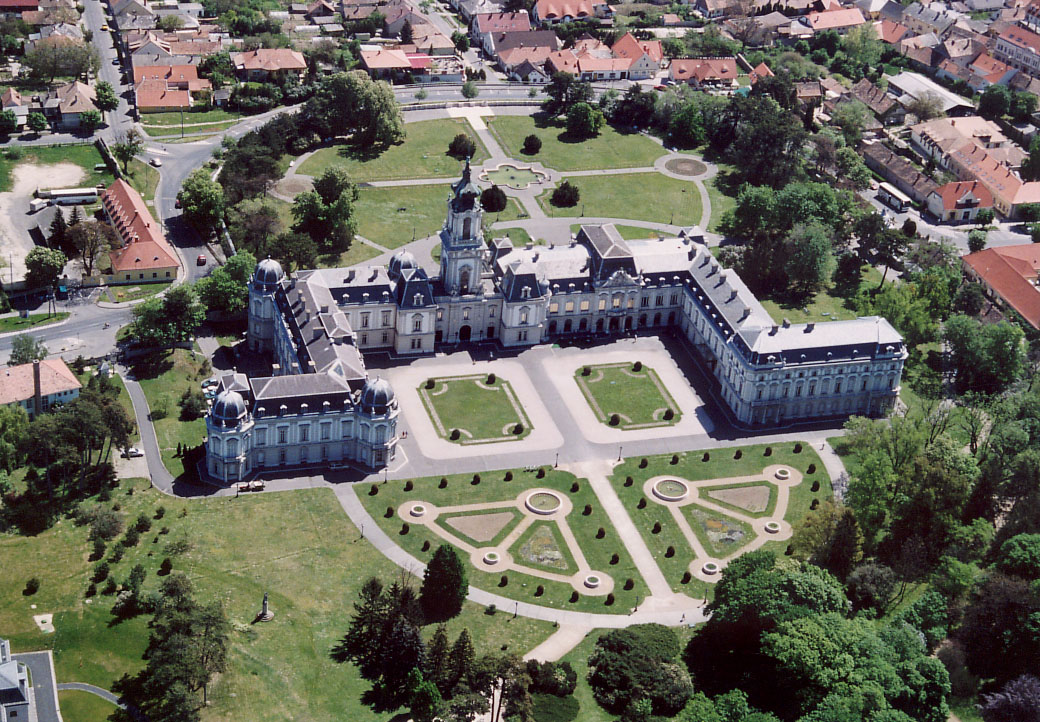
Festetics-kastély, Keszthely

## Felhasznált növények
A hippodromban a citrom (Citrus lemon), narancs (Citrus sinensis), mandarin (Citrus reticulata), pálmák stb. a jellemző növények. Megjelenik a lágyszárú növények zsúfolt, nagyon tarka alkalmazása, a broderie, úgymint virágcsalán (Coleus), Iresine fajok, Pillea microphylla, sétányrózsa (Lantana camara), amelyet fácskának is neveltek.

## Képek
- Broderie
- Versailles

## Barokk kastélyok és kertek képviselői
Magyarországon:
- Fertőd, Esterházy-kastély
- Keszthely, Festetics-kastély

Megjegyzés: a fenti kastélyokhoz tartozó kerteket, csakúgy mint számos más itthoni kastély esetében, a második világháborút követően erősen lecsonkolták, és a barokk kertet – kivéve a hippodromot és előkertet – felváltotta a tájkép.
- Ausztria: Schönbrunn
- Oroszország: Téli Palota
- Németország: Sanssouci (Potsdam)
- Franciaország: Versailles

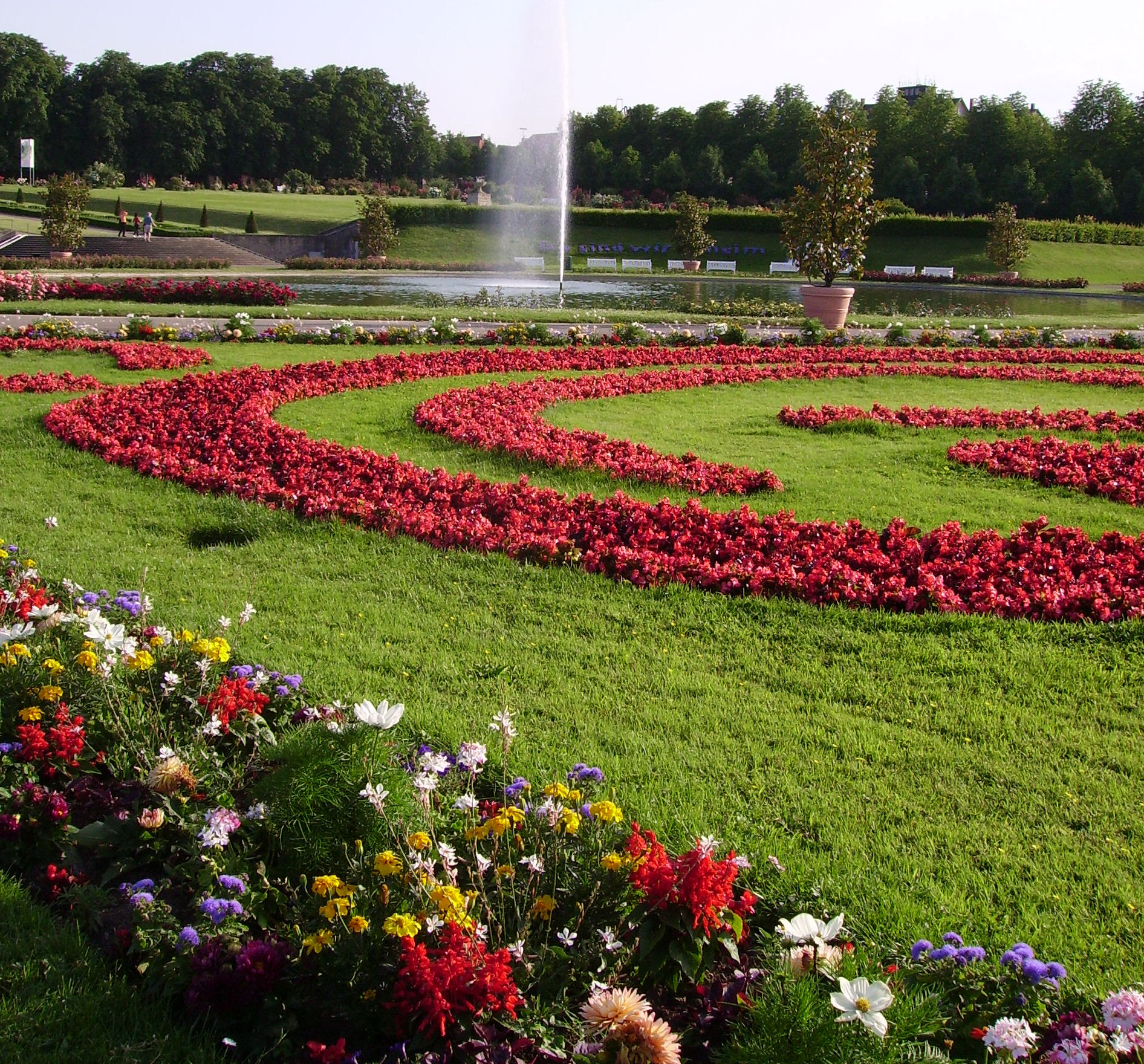
Barokk kertrészlet
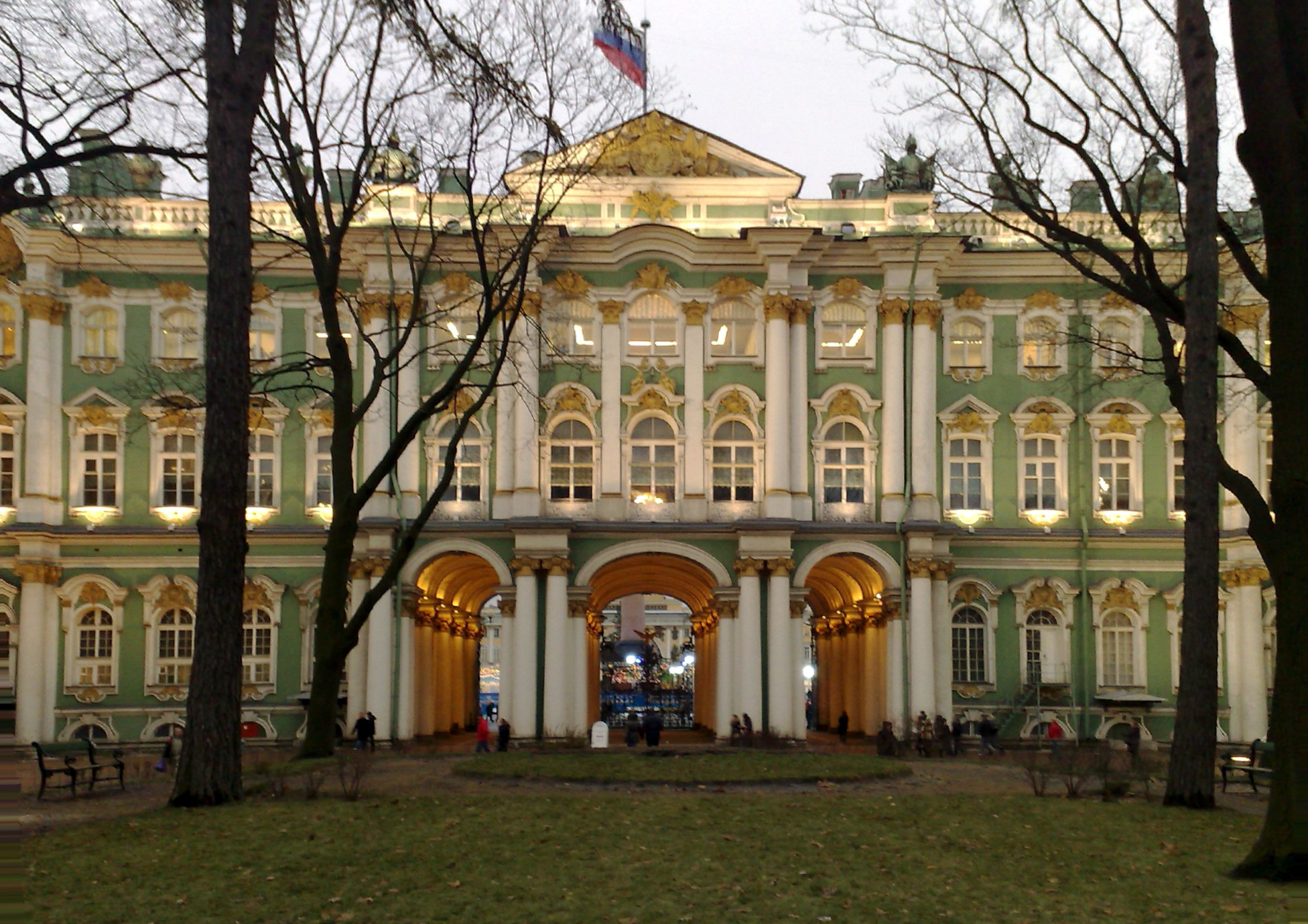
Téli Palota, Szentpétervár
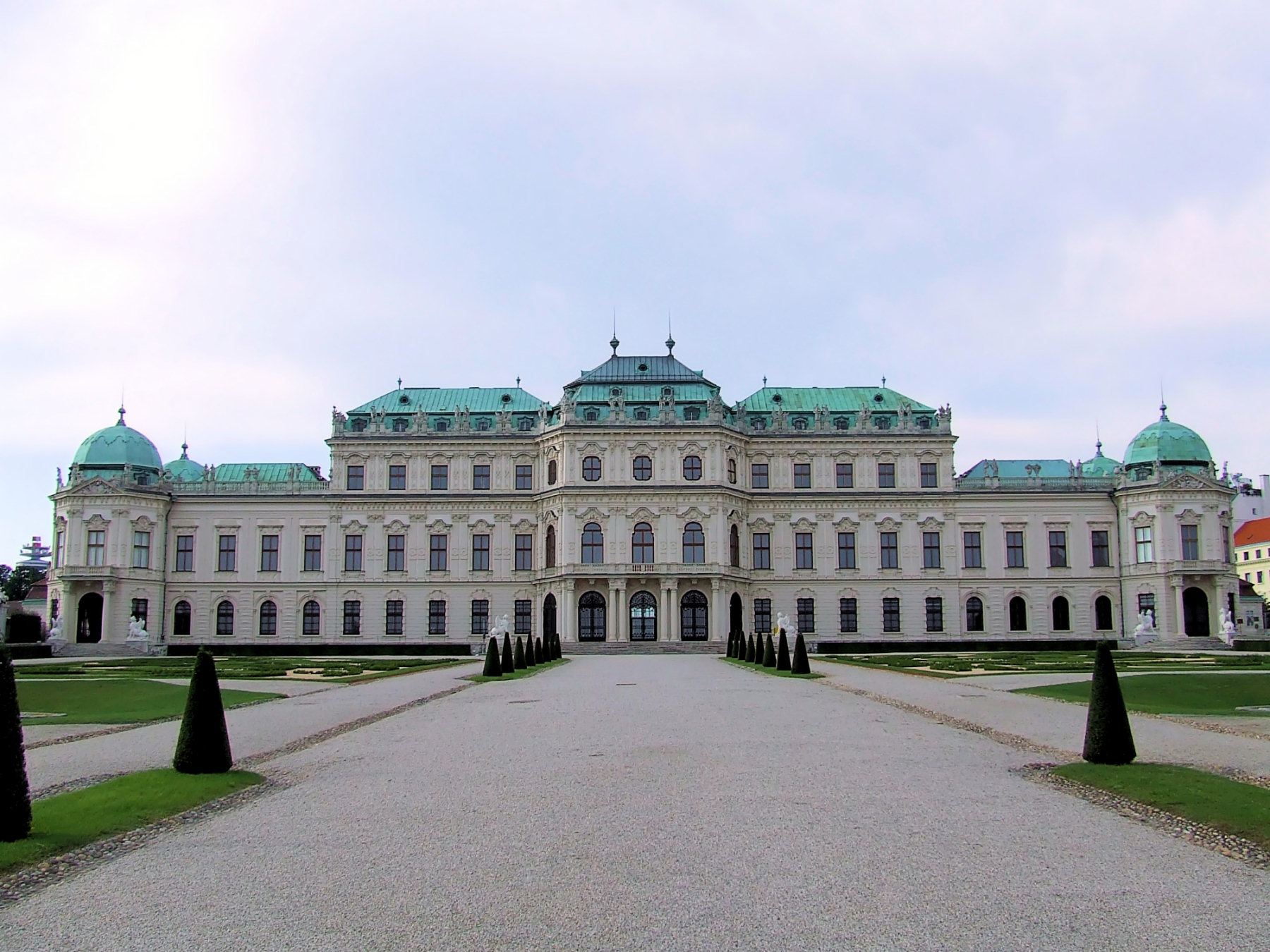
Belvedere, Bécs